# Иоганна Магдалена Саксен-Альтенбургская
Иога́нна Магдале́на Са́ксен-А́льтенбургская (нем. Johanna Magdalena von Sachsen-Altenburg; 14 января 1656, Альтенбург, герцогство Саксен-Альтенбург, Священная Римская империя — 22 января 1686, Вайсенфельс, герцогство Саксен-Вейсенфельс) — принцесса из Эрнестинской линии дома Веттинов, дочь герцога Саксен-Альтенбурга Фридриха Вильгельма II. Супруга герцога и князя Иоганна Адольфа I; в замужестве — герцогиня Саксен-Вейсенфельса и княгиня Саксен-Кверфурта.
Из-за ранней смерти обоих братьев приобрела важное матримониальное значение в борьбе Альбертинской и Эрнестинской линий дома Веттинов за наследство угасшей ветви герцогов Саксен-Альтенбурга.

## Семья и ранние годы
Родилась в Альтенбурге 14 января 1656 года. Она была единственной дочерью герцога Саксен-Альтенбурга Фридриха Вильгельма II и Магдалены Сибиллы Саксонской, принцессы из Альбертинской линии дома Веттинов. По отцовской линии приходилась внучкой герцогу Саксен-Веймара из Эрнестинской линии дома Веттинов Фридриху Вильгельму I и Анне Марии Пфальц-Нейбургской, принцессе из дома Виттельсбахов. По материнской линии была внучкой курфюрста Саксонии Иоганна Георга I и Магдалены Сибиллы Прусской, принцессы из дома Гогенцоллернов. В возрасте тринадцати лет Иоганна Магдалена осталась круглой сиротой, похоронив в 1668 году мать и в 1669 году отца.
К тому времени старший брат принцессы, эрбгерцог Саксен-Альтенбурга Кристиан, уже умер, а младший, наследовавший отцу герцог Саксен-Альтенбурга Фридрих-Вильгельм, был подростком. Опеку над ним и Иоганной Магдаленой отец завещал шуринам, чем вызвал неудовольствие у родственников из Эрнестинской линии. В 1671 году опекуны, дяди принцессы по материнской линии, курфюрст Саксонии Иоганн Георг II и герцог Саксен-Цейца Мориц решили устроить династический брак Иоганны Магдалены с двоюродным братом — наследным герцогом Саксен-Вейсенфельса из Альбертинской линии дома Веттинов. Таким образом, оба рассчитывали на то, что при угасании ветви герцогов Саксен-Альтенбурга из Эрнестинской линии их владения через брачный союз с Иоганной Магдаленой перейдут к Альбертинской линии. Кузенный брак одобрил и отец жениха, герцог Саксен-Вейсенфельса Август, при этом согласившись, что при угасании ветви герцогов Саксен-Вейсенфельса их владения унаследуют ближайшие ветви из Альбертинской линии.

## Брак и потомство
В Альтенбурге 25 октября (4 ноября) 1671 года Иоганна Магдалена сочеталась браком с герцогом Саксен-Вейсенфельса Иоганном Адольфом (2 ноября 1649 — 24 мая 1697), который в 1680 году стал герцогом Саксен-Вейсенфельса и князем Саксен-Кверфурта под именем Иоганна Адольфа I. В браке у супругов родились одиннадцать детей:
- Магдалена Сибилла (3 сентября 1673 — 28 ноября 1726), герцогиня Саксен-Вейсенфельса, в Вайсенфельсе 28 июля 1708 года сочеталась браком с герцогом Саксен-Эйзенаха Иоганном Вильгельмом III (17 октября 1666 — 4 января 1729);
- Август Фридрих (15 сентября 1674 — 16 августа 1675), герцог Саксен-Вейсенфельса;
- Иоганн Адольф (7 декабря 1676 — 18 июня 1676), герцог Саксен-Вейсенфельса;
- Иоганн Георг (13 июля 1677 — 16 марта 1712), герцог Саксен-Вейсенфельса, с 1697 года герцог Саксен-Вейсенфельса и князь Саксен-Кверфурта под именем Иоганна Георга, в Йене 7 января 1698 года сочетался браком с Фридерикой Елизаветой Саксен-Эйзенахской (5 мая 1669 — 12 ноября 1730), дочерью герцога Саксен-Эйзенаха Иоганна Георга I;
- мертворождённый сын (24 августа 1678);
- Иоганна Вильгельмина (20 января 1680 — 4 июля 1730), герцогиня Саксен-Вейсенфельса;
- Фридрих Вильгельм (18 января 1681 — 20 ноября 1681), герцог Саксен-Вейсенфельса;
- Кристиан (23 февраля 1682 — 28 июня 1736), герцог Саксен-Вейсенфельса, с 1712 года герцог Саксен-Вейсенфельса и князь Саксен-Кверфурта под именем Кристиана, 11 мая 1712 года в Штольберге сочетался браком с Луизой Кристианой Штольбергской[англ.] (21 января 1675 — 16 мая 1738), дочерью графа Штольберг-Штольберга Кристофа Людвига I[нем.] и вдовой графа Мансфельд-Айслебена Иоганна Георга III[болг.];
- Анна Мария[болг.] (17 июня 1683 — 16 марта 1731), герцогиня Саксен-Вейсенфельса, 16 июня 1705 года в Вайсенфельсе сочеталась браком с графом Промница Эрдманом II[нем.] (22 августа 1683 — 7 сентября 1745), ;
- София (2 августа 1684 — 6 мая 1752), герцогиня Саксен-Вейсенфельса, 16 октября 1699 года в Лейпциге сочеталась первым браком с маркграфом Бранденбурга в Байрейте Георгом Вильгельмом (26 ноября 1678 — 18 декабря 1726), 14 июля 1734 года сочеталась вторым браком с графом Годица и Вольфрамица Альбертом Иосифом[нем.] (16 мая 1706 — 18 марта 1778);
- Иоганн Адольф (4 сентября 1685 — 16 мая 1746), герцог Саксен-Вейсенфельса, с 1736 года герцог Саксен-Вейсенфельса и князь Саксен-Кверфурта под именем Иоганна Альдольфа II, 9 мая 1721 года в Эйзенахе сочетался первым браком с принцессой Иоганнеттой Антонией Юлианой Саксен-Эйзенахской[нем.] (31 января 1698 — 13 апреля 1726), дочерью герцога Саксен-Эйзенаха Иоганна Вильгельма, в Альтенбурге 27 ноября 1734 года сочетался вторым браком с  Фридерикой Саксен-Гота-Альтенбургской (17 июля 1715 — 12 мая 1775), дочерью герцога Саксен-Гота-Альтенбурга Фридриха II.

Брат Иоганны Магдалены, герцог Саксен-Альтенбурга, умер от оспы, спустя шесть месяцев после свадьбы сестры. Владения угасшей ветви герцогов Саксен-Альтенбурга, после длительного обсуждения, отошли к представителям Эрнестинской линии — большая часть герцогу Саксен-Готы Эрнсту I и меньшая часть герцогу Саксен-Веймара Иоганну Эрнсту II; права обоих наследников подтверждали династические браки с принцессами из ветви герцогов Саксен-Альтенбурга, заключённые в 1630-х годах. Таким образом планы представителей Альбертинской линии на наследство потерпели неудачу.

## Герцогиня и княгиня
Интересы герцогини и княгини ограничивались придворной жизнью и заботами о супруге и многочисленном потомстве. Вместе с мужем, она жила во дворце в Вайсенфельсе, участвовала в выездах на охоту и устраивала балы в их поместье Лангендорф. В последнем герцогская чета жила в 1677—1679 годах.
Воспитанная лютеранскими теологами Иоганном Штилем и Иоганном Кристфридом Сагиттариусом, герцогиня и княгиня всю жизнь проявляла интерес к богословию. Она постоянно общалась с духовенством и содействовала протестантской миссии — издавала молитвенники и сборники изречений и проповедей. Раз в год Иоганна Магдалена прочитывала всю Библию, оставляя свои комментарии на полях книги. Герцогиня и княгиня пожертвовала в дворцовую церковь расшитые золотой нитью пасторские облачения и золотые потир и дарохранительницу. В 1681 году она пожертвовала серебряную купель в кирху Святой Марии в Вайсенфельсе. Иоганна Магдалена пользовалась большим уважением у подданных за благотворительную деятельность. На протяжении всей жизни она регулярно жертвовала средства на нужды малоимущих, упомянув последних и в своём завещании.
Умерла в Вайсенфельсе 22 января 1686 года. Останки герцогини и княгини покоятся в оловянном гробу в церкви при дворце Ной-Августусбург. Памятные монеты с изображением Иоганны Магдалены были отчеканены и розданы в день её похорон.